# Episodi di FBI: Most Wanted (seconda stagione)
La seconda stagione della serie televisiva FBI: Most Wanted, composta da 15 episodi, è stata trasmessa in prima visione negli Stati Uniti d'America sul canale CBS dal 17 novembre 2020 al 25 maggio 2021.
In Italia la stagione, inizialmente prevista su Italia 1 dal 9 settembre 2021, viene trasmessa in prima visione su Italia 1 dal 23 giugno all'11 agosto 2022.
| nº | Titolo originale | Titolo italiano             | Prima TV USA     | Prima TV Italia |
| -- | ---------------- | --------------------------- | ---------------- | --------------- |
| 1  | Rampage          | Rabbia cieca                | 17 novembre 2020 | 23 giugno 2022  |
| 2  | Execute          | Il giocatore                | 24 novembre 2020 | 23 giugno 2022  |
| 3  | Deconflict       | Sensi di colpa              | 8 dicembre 2020  | 30 giugno 2022  |
| 4  | Anonymous        | La bilancia della giustizia | 19 gennaio 2021  | 30 giugno 2022  |
| 5  | The Line         | Il confine                  | 26 gennaio 2021  | 7 luglio 2022   |
| 6  | Dysfunction      | Oltre le apparenze          | 9 febbraio 2021  | 7 luglio 2022   |
| 7  | Winner           | Biglietto vincente          | 2 marzo 2021     | 14 luglio 2022  |
| 8  | Vanished         | Scomparso nel nulla         | 9 marzo 2021     | 14 luglio 2022  |
| 9  | One-Zero         | One-Zero                    | 16 marzo 2021    | 21 luglio 2022  |
| 10 | Spiderwebs       | Testa di serpente           | 6 aprile 2021    | 21 luglio 2022  |
| 11 | Obstruction      | L'angelo vendicatore        | 27 aprile 2021   | 28 luglio 2022  |
| 12 | Criminal Justice | L'eroe                      | 4 maggio 2021    | 28 luglio 2022  |
| 13 | Toxic            | Occhio per occhio           | 11 maggio 2021   | 4 agosto 2022   |
| 14 | Hustler          | Festa di matrimonio         | 18 maggio 2021   | 4 agosto 2022   |
| 15 | Chattaboogie     | L'infiltrato                | 25 maggio 2021   | 11 agosto 2022  |

## Rabbia cieca
- Titolo originale: Rampage
- Diretto da: Jim Mckay
- Scritto da: Richard Sweren

### Trama
LaCroix e la Fugitive Task Force devono dare la caccia al diciassettenne Kyle Dennison e al suo complice Harris Folger che sono su tutte le furie in una piccola città della Pennsylvania, uccidendo persone che credono li opprimano. Apprendono che entrambi hanno subito pesanti perdite nei primi mesi della pandemia di COVID-19, con Folger che ha perso la moglie e il lavoro, mentre Kyle ha perso il suo severo padre e, poco tempo dopo, sua madre in un incidente d'auto. Le restanti informazioni acquisite su Kyle lo descrivono come un bravo ragazzo nonostante il suo coinvolgimento, perciò LaCroix chiede all'insegnante d'arte di Kyle di mandargli un messaggio oltre a sollecitare la sua resa. Quando Folger e Kyle mirano al loro ultimo obiettivo, lui ci ripensa, uccide Folger e fugge alla commemorazione di sua madre, dove la task force lo convince ad arrendersi. Il padre di LaCroix, Byron, torna per festeggiare il compleanno di Tali, portando con sé una nuova fidanzata, con la quale annunciano che si sposeranno. Nonostante la sua ricomparsa nella vita di LaCroix, l'animosità tra loro persiste ancora.
- Special guest star: Terry O'Quinn (Byron LaCroix)

## Il giocatore
- Titolo originale: Execute
- Diretto da: Jim Mckay
- Scritto da: Elizabeth Rinehart

### Trama
La Fugitive Task Force cerca un hacker che ha provocato un incidente automobilistico, uccidendo tre membri della stessa famiglia e lasciando una giovane ragazza come unica sopravvissuta. Attraverso la chat di gioco del figlio deceduto, identificano un utente che lui e altri hanno preso di mira per un presunto hack malfunzionante, identificandolo successivamente come Lucas Earley, che è stato cacciato di casa per il suo rifiuto di rinunciare ai giochi e di trovare un lavoro. Earley prende di mira un ospedale di Boston, dove lavora sua madre, e ne spegne l'impianto elettrico, provocando due vittime. Successivamente prende di mira un'azienda tecnologica per cui ha lavorato brevemente, che utilizza come punto di riferimento per hackerare un aereo di linea. La task force rintraccia la sua posizione fino alla casa di una ex consigliere del campo informatico, che Earley tiene in ostaggio. LaCroix e la sua squadra fanno irruzione nella casa dove Hana e Crosby lavorano per neutralizzare l'attacco all'aereo di linea, mentre LaCroix tenta di convincere Earley ad arrendersi. Non riuscendo nel suo intento e capendo che Earley sta diventando sempre più pericoloso, LaCroix permette a Clinton di sparargli. Più tardi, durante una cena di gruppo, Hana rivela di essere stata adottata e che sta pensando di cercare la sua madre biologica, cosa che i suoi colleghi la incoraggiano a fare.

## Sensi di colpa
- Titolo originale: Deconflict
- Diretto da: Elodie Keene
- Scritto da: Wendy West

### Trama
Avery Garnier viene rapita da casa sua dopo che un uomo anziano le ha rubato la cassaforte e ha ucciso suo marito. La task force indaga e Jess scopre analogie con un vecchio caso a cui ha lavorato 18 anni fa nel 2002, quando si è unito per la prima volta all'FBI, scoprendo che il fuggitivo è lo stesso di allora, Maurice Hewitt. La loro indagine incrocia quella degli sceriffi americani e del cacciatore di taglie Jackie Ward, anche lui a caccia di Hewitt. Il suo modus operandi consiste nell'uccidere chiunque sia vicino a Garnier, il cui vero nome è Elyse Shipchuck, da quando è stata messa sotto protezione testimoni. Come ultima mossa, Hewitt rapina la stessa banca di 18 anni fa, ma nel frattempo intrappola Garnier. LaCroix lo supera in astuzia e lo ammanetta, scoprendo che Hewitt lo incolpa per alcune delle sue azioni e che ha un figlio. Sul fronte personale, il suo rapporto con suo padre è vicino al punto di ebollizione e LaCroix rivela al padre di essere arrabbiato con lui per non aver partecipato al funerale di sua moglie. Suo padre rivela di aver trascorso 15 mesi in prigione per un reato minore e alla fine decide di rimanere con la sua fidanzata a casa della sorella di LaCroix.

## La bilancia della giustizia
- Titolo originale: Anonymous
- Diretto da: Deran Serafian
- Scritto da: Spindrift Beck

### Trama
Con Clinton assente per un caso riguardante la corruzione pubblica che richiede l'uso di agenti laureati in giurisprudenza, la squadra cerca Eva Martin che in preda a una follia omicida (uccidendo prima i due coniugi e un uomo durante una riunione degli Alcolisti Anonimi e poi la sua amica) si sta dirigendo verso un punto di non ritorno, mentre usa i suoi legami con un'organizzazione di cospirazione online per portare a termine il suo piano. Scoprono che una volta era una studentessa di giurisprudenza che ha lottato per soddisfare le aspettative di suo padre fino a quando non ha lasciato gli studi prima della laurea. Quando scoprono che la donna sta prendendo di mira un consigliere locale del New Jersey in corsa per la rielezione, scoprono un complice che condivide i valori dell'organizzazione, il quale rivela che Eva trasporta una bomba. Nella sua ex facoltà di giurisprudenza, apprendono che Eva ha presentato un'accusa contro il compagno di studi Yates Warren, ma il caso è stato archiviato. Dopo aver sottomesso una cameriera, Eva si infiltra in un club privato per gentiluomini per cercare vendetta contro Yates e suo padre, uccidendo quest'ultimo e prendendo Yates in ostaggio. Barnes riesce a convincerla ad arrendersi. Sul fronte personale, Barnes è titubante riguardo alla richiesta della moglie di avere un secondo figlio, ma viene convinta a farlo dopo il caso.

## Il confine
- Titolo originale: The Line
- Diretto da: Jean de Segonzac
- Scritto da: Dwain Worrel

### Trama
La Fugitive Task Force dà la caccia a un gruppo di miliziani dopo che hanno ucciso a diversi adolescenti nativi che attraversavano gli Stati Uniti dal Canada, lavorando insieme all'agente speciale in carica Mike Fritts. Apprendono rapidamente dalle famiglie degli assassini che i miliziani hanno usato armi acquistate illegalmente e che il gruppo non aveva mai ucciso finora. La Fugitive Task Force circonda una cabina radio, dove si nascondono Rob Wahl e suo zio Paul Flanks, quest'ultimo cerca di rispondere al fuoco, ma viene rapidamente ucciso, mentre Rob si arrende. Rob li indirizza al terzo assassino, Anthony Noel, un ex veterano dell'Iraq diventato radicale, che combatte contro coloro che sembrano aver invaso il suo Paese. LaCroix e la sua squadra scoprono che ha tentato di fare il lavaggio del cervello alla guardia di frontiera Whitney Anderson, dalla quale ha anche un figlio. Loro e la polizia circondano Noel al centro per l'immigrazione di Plattsburgh, e Crosby lo porta fuori quando il criminale lo attacca frontalmente, e lo stesso criminale viene ucciso. LaCroix e suo padre si riconciliano; lui chiede a LaCroix di perdonarlo e di venire al suo matrimonio. Inizialmente LaCroix non vuole assecondare il padre, ma in seguito decide di perdonarlo e di accettare il suo invito.
- Special guest star: Terry O'Quinn (Byron LaCroix)

## Oltre le apparenze
- Titolo originale: Dysfunction
- Diretto da: Jim Mckay
- Scritto da: Melissa Scrivner Love

### Trama
La squadra viene chiamata dopo una rapina andata male che si conclude con due morti e il rapimento di una madre e di sua figlia. Il secondo colpevole, Peter Timmons, ha un passato di lotta non violenta, dimostrando così che le sue azioni, insieme al complice Sam Rutledge, sono insolite per lui. La squadra scopre che la madre rapita, Amelia Cartwright, lavorava nella stessa prigione in cui era detenuto Timmons e che i due avevano una relazione da cui nacque Gracie, la figlia di Amelia "rapita". Viene anche rivelato che Amelia era la vera mente dietro le rapine e che, con la collaborazione di Timmons, ha ucciso Rutledge. La task force apprende inoltre che Amelia è una manipolatrice ossessiva che ha coinvolto nei suoi piani anche l'ex stella del football David Collins. La task force circonda la baita di Collins e fa arrestare lui e Timmons. Hana viene colpita mentre cerca di arrestare Amelia, ma Crosby impedisce alla criminale di scappare. In seguito, Crosby si stabilisce da Hana e dalla sua coinquilina quando il proprio appartamento viene riparato per presunte perdite.

## Biglietto vincente
- Titolo originale: Winner
- Diretto da: Eric Laneuville
- Scritto da: Wendy West e Spindrift Beck

### Trama
Travis Russell, un uomo sotto processo per omicidio, fugge prima dell'inizio del processo e inizia una serie di omicidi (uccidendo due persone per rubare una macchina e poi un uomo in casa sua), apparentemente prendendo di mira le persone che hanno vinto alla lotteria. LaCroix e la Fugitive Task Force lavorano con Jackie Ward, che è la persona che si occupa delle obbligazioni di Russell, per catturarlo. Ulteriori indagini sulla fabbrica della lotteria rivelano che Russell aveva una complice all'interno che lo aiutava a manomettere le estrazioni della lotteria per trasformarla nel suo ideale di lotteria, ma che lei lo ha tradito e che ora cerca vendetta. Quando la sua complice muore per intossicazione alimentare, la task force e Ward corrono per fermare il suo secondo complice che secondo lui lo ha tradito. Dopo aver fermato la macchina, cerca di sparare a Ward prima che Crosby lo affronti. Scoprono il corpo di Russell nell'auto, sopraffatto dal complice. Sul fronte personale, LaCroix si interessa a Sarah, l'insegnante di equitazione di Tali, ma lei rifiuta il suo invito a cena.

## Scomparso nel nulla
- Titolo originale: Vanished
- Diretto da: Rose Troche
- Scritto da: Elizabeth Rinehart

### Trama
Mentre l'agente speciale Ivan Ortiz dell'unità antiterrorismo dell'FBI, anch'egli originario di Los Angeles, si unisce alla Fugitive Task Force, la squadra dà la caccia al recidivo Samuel Smith che ha rapito un ragazzino, Caleb Vaughner, dopo aver ucciso sua madre e sua nonna. Durante le indagini, la task force scopre che Smith è un uomo traumatizzato, educato troppo severamente da bambino, che ha riversato i propri traumi sulle sue vittime, due delle quali presumibilmente sono morte. Identificano un complice di Smith, che gli ha fornito potenziali vittime, e organizzano un incontro in un parcheggio per catturare il criminale. Una volta che lo circondano, tentano di recuperare la posizione di Caleb da Smith, ma lui si suicida saltando, sostenendo che non troveranno mai Caleb. La sua triangolazione telefonica li porta in una vecchia casa, dove trovano la sua seconda vittima, Daniel Cain, vivo molti anni dopo la sua presunta morte. Cain fornisce loro indicazioni sulla posizione di Caleb, che sopravvive e viene ricoverato in ospedale. Allo stesso tempo Daniel si riunisce ai suoi genitori. Sul fronte personale, Sarah dice a LaCroix che si stava riprendendo da una recente rottura, non era preparata al fatto che lui le chiedesse di uscire e gli chiede di riprovare; lui le chiede subito di uscire e questa volta lei accetta.

## One-Zero
- Titolo originale: One-Zero
- Diretto da: Tess Malone
- Scritto da: Richard Sweren e Dwain Worrell

### Trama
La Fugitive Task Force si propone di catturare Ira Kopec, un serial killer inserito nella lista dei più ricercati dell'FBI in seguito all'omicidio di diversi atleti delle scuole superiori. Le azioni di Kopec si intensificano quando attacca e violenta una donna, che sopravvive al calvario. La task force apprende che il criminale ha utilizzato anche un farmaco, fornito da un collega medico, per drogare le sue vittime. Apprendono da sua madre che Kopec ha avuto un'infanzia difficile, soffrendo di bullismo da parte di atleti, che ora incolpa della sua sofferenza. Corrono per impedirgli di sparare alla riunione del decimo anniversario della sua classe, dove porta anche l'ex fidanzata di uno degli ex atleti, intrappolandola in un bagno. Anche se cercano di dissuaderlo, Kopec resiste e viene ucciso. Hana ritorna dal congedo medico, anche se continua a lavorare con capacità limitata. Sul fronte personale, LaCroix incontra per la prima volta l'ex marito di Sarah, che cerca disperatamente di riaverla.

## Testa di serpente
- Titolo originale: Spiderwebs
- Diretto da: Carlos Bernard
- Scritto da: Ticona S. Joy e D. Dona Le

### Trama
Quando il vecchio compagno dell'esercito di Crosby, Matthew Turner, viene aggredito a tarda notte e la polizia sospetta che un traffico di droga sia andato storto, la squadra si mette alla ricerca di risposte e scopre un pericoloso giro criminale che ha origine con l'omicidio di due membri della banda di un boss filippino e un membro del personale carcerario in una prigione del New Jersey. Presto scoprono che il colpevole in fuga è la guardia carceraria Brendan De Rossi che sta cercando di vendicarsi della banda usando i loro telefoni usa e getta come prova. Dopo che la sua nuova ragazza, che ha anche cospirato con lui, lo ha tradito, uccide lei e sua madre mentre va ad affrontare il capo dell'organizzazione che ha anche legami con la prigione, la banda e un giro di traffico sessuale. La task force si ritrova coinvolta in una sparatoria con De Rossi e la banda, prima di farsi strada per arrestare De Rossi. Sarah va da LaCroix per scusarsi per l'incontro con il suo ex marito. LaCroix le chiede se ama ancora il suo ex marito: Sarah gli dice di no e lui la perdona.

## L'angelo vendicatore
- Titolo originale: Obstruction
- Diretto da: Ken Girotti
- Scritto da: Melissa Scrivner Love

### Trama
L'ex insegnante Claudia D'Ambrose commette un duplice omicidio a Philadelphia, che la task force sospetta sia stato causato dalla sua psicosi da disturbo bipolare. Scoprono inoltre che la donna si incolpa per l'omicidio di Anissa Gomez, la sua studentessa preferita, assassinata a Sunnyvale, nel Maryland, insieme al suo fidanzato Derek Krohl. Le modalità d'omicidio di Claudia diventano imprevedibili e l'unico filo conduttore è il fatto che si comporti come un vigilante per ottenere giustizia per Anissa, con grande soddisfazione dei cittadini. Ma mentre il numero delle vittime innocenti aumenta, la task force scopre che una registrazione della voce dell'assassino è stata modificata per nasconderne l'identità, come ammesso dallo sceriffo locale. Claudia prende in ostaggio la figlia dello sceriffo e il figlio del sindaco e costringe quest'ultimo a confessare di aver ucciso Anissa proprio mentre la task force e la polizia fanno irruzione nel ristorante. Mentre la relazione di LaCroix con Sarah cresce, il suo ex marito Hugh distrugge la sua casa, ma viene ripreso dalla telecamera del citofono. LaCroix lo incontra per confermare le motivazioni di Hugh che viene arrestato dalla polizia locale.

## L'eroe
- Titolo originale: Criminal Justice
- Diretto da: Milena Govich
- Scritto da: Richard Sweren

### Trama
James Johnson, un giovane afroamericano, uccide accidentalmente a un poliziotto bianco per legittima difesa e fugge, il che porta i membri della squadra a trovarsi di fronte a un dilemma morale sul modo migliore per eseguire la giustizia mentre il sostegno pubblico per Johnson aumenta nonostante abbia commesso azioni criminali. Alcune persone solidali con la sua causa lo aiutano a fuggire, e il caso diventa difficile per Barnes quando sua moglie entra a far parte della squadra di difesa legale di Johnson. Johnson rilascia ai media un video in cui confessa di aver ucciso il poliziotto, ma rimane nel vago se ritiene che ciò sia giustificato. Con l'aiuto di un altro giovane afroamericano, tiene in ostaggio un ex poliziotto sotto copertura nel Queens, che anni fa ha identificato il suo fratellastro come uno spacciatore. La task force riesce a scarcerare temporaneamente il fratellastro e a condurlo sul posto affinché possa parlare con Johnson. La moglie di Barnes, Charlotte, arriva per negoziare con Johnson e lui, il suo fratellastro e il suo complice alla fine decidono di arrendersi. A Charlotte viene offerto un posto presso uno studio legale, dandole la possibilità di tornare alla pratica in tribunale e lei e Barnes pianificano di avere un secondo figlio.

## Occhio per occhio
- Titolo originale: Toxic
- Diretto da: Ken Girotti
- Scritto da: Gina Gionfriddo e Elizabeth Rinehart

### Trama
La Fugitive Task Force si propone di rintracciare i fratelli Greg e Wyatt Hammond, entrambi inseriti nella lista dei più ricercati dopo aver deciso di vendicarsi contro i membri della Griffin Coal & Power che hanno causato la distruzione ambientale della loro città (uccidendo prima i due coniugi camionisti, poi una consulente delle risorse umane appena andata in pensione). Il loro schema di omicidi inizia con l'ex supervisore di Greg, un membro del dipartimento delle risorse umane e un altro dipendente prima di inseguire il capo dell'azienda Larry Griffin. Una bomba esplode in una galleria d'arte per la quale la società ha speso soldi invece di aiutare la comunità e la Task Force impedisce a Wyatt di raggiungere gli avvocati di Griffin. Quando sua figlia viene rapita da Greg, Griffin prende in mano la situazione per porre fine a tutto. Il suo confronto con Greg fa sì che sua figlia cambi opinione su di lui una volta che Greg viene arrestato, decide di cedere la terra che avrebbe dovuto ereditare da Griffin, costringendo la sua azienda a riconoscere finalmente pubblicamente di aver scaricato rifiuti illegali. Sarah incontra la famiglia di LaCroix, ma suo padre e sua sorella condividono un acceso disaccordo sul lasciarla stare a casa loro senza il contributo di Jess. Tuttavia accetta la proposta.
- Guest star: Terry O'Quinn (Byron LaCroix)

## Festa di matrimonio
- Titolo originale: Hustler
- Diretto da: John Polson
- Scritto da: Wendy West e Spindrift Beck

### Trama
La sorella di un'informatrice dell'FBI è stata uccisa e le indagini si concentrano su un serbo, su cui la donna aveva testimoniato. L'uomo incolpa gli Stati Uniti per le atrocità successe durante la guerra nella ex-Jugoslavia e progetta un attentato durante una gara podistica per mutilare le persone, mettendo delle microbombe nelle scarpe da corsa. Quando anche l'informatrice viene assassinata, la caccia si fa più serrata, fino ad arrivare a una veterana dell'esercito statunitense. Si scopre che in realtà l'informatrice è stata uccisa su ordine di un membro del Congresso, con cui la defunta aveva una relazione clandestina che aveva portato a una gravidanza che avrebbe messo in imbarazzo il politico, dato che è sposato. Il fatto che il serbo fosse uscito di galera nel mentre era solo una coincidenza. Il padre di Jess finalmente si sposa con Marie, mentre Sarah informa il compagno che è stata contattata dall'ex marito affinché ritiri le accuse contro di lui, cosa che lei non è intenzionata a fare.
- Guest star: Terry O'Quinn (Byron LaCroix)

## L'infiltrato
- Titolo originale: Chattaboogie
- Diretto da: Milena Govich
- Scritto da: David Hudgins

### Trama
Un agente speciale dell'ufficio dell'ispettore generale chiede l'aiuto di LaCroix e della Fugitive Task Force per localizzare l'agente della DEA Clayton Smith, che si nasconde o opera sotto copertura in Tennessee dopo aver sospettato che possa essersi sporcato. Tuttavia, quando trovano il suo informatore, la sorella di quest'ultimo e Smith morti, sospettano che, dopotutto, potrebbe non essere un traditore. La Task Force e la polizia locale iniziano tatticamente a interrogare tre famiglie coinvolte in un giro di riciclaggio di droga e denaro in una concessionaria di automobili, dove l'assassino, Evan Greeter, sta cercando di prendere il posto del padre defunto nell'operazione, spazzando via tutti quelli che ha ucciso. crede che la sua famiglia abbia fallito. La Task Force e la polizia vanno avanti e circondano la residenza di Kleinman dove Greeter e la sua ragazza tengono in ostaggio Susan Kleinman. Tuttavia, riesce a liberarsi e arrestano Greeter e uccidono la sua ragazza, salvando la Kleinman che viene arrestata. Sarah si chiede se sia stata troppo frettolosa nel trasferirsi da Jess e Tali. Il marito di Sarah, che è stato rilasciato su cauzione, si presenta a casa di Jess con una pistola. Lui irrompe, Kenny e Jess lo seguono e dietro l'angolo vengono sparati più colpi.